# Félix Miézan Anoblé
Felix Miézan Anoblé, né le 10 juillet 1970 à Grand-Bassam en Côte d'Ivoire, est un homme politique ivoirien. Il est l'actuel député de la commune de San-Pédro,.

## Biographie

### Origine et formation
Félix Anoblé Miézan naît le 10 juillet 1970 à Grand-Bassam, une ville située sur le littoral de la Côte-d’Ivoire. Il passe toute sa scolarité et son enfance dans la ville balnéaire de San-Pédro situé au sud du pays.
Il est titulaire d'une licence en droit de l'Université Bordeaux IV en France, ainsi que de deux Brevets de technicien supérieur en tourisme et hôtellerie et en gestion commerciale,.

### Carrière professionnelle
La carrière de Félix Anoblé est marquée par une série de postes à responsabilités au sein de plusieurs entreprises. Il entame sa carrière professionnelle en Août 1992 en occupant divers postes au sein du groupe Enotel, où il exerce en tant que directeur d’exploitation. Dans cette fonction, il est chargé de la gestion administrative, financière, commerciale et juridique des trois hôtels du groupe.
Par la suite, de mars 1995 à juillet 2002, il occupe divers postes au sein d'une entreprise forestière. En tant que Directeur d’exploitation forestière. Il est promu plus tard au poste de Directeur général adjoint, où il supervise l'administration et les ressources humaines.
À partir d'août 2002, Félix Anoblé devient coordinateur administratif et commercial des entreprises Fawaz, avec des responsabilités étendues, notamment au Libéria. Il continue à exercer jusqu'en avril 2003.
Félix Anoblé occupe le poste de directeur général associé de la Fexim-ci Sarl San-Pédro, d'avril 2003 à mars 2005, une société spécialisée dans l'industrie du bois, avant de devenir en 2007, directeur général associé de la société Animex Sarl. Il y reste jusqu'en décembre 2011.
En 2011, travaille en tant que directeur de la société Idh, avant de rejoindre le groupe Carré d’Or en mai 2012.

## Politique
Félix Anoblé est un homme politique. Il est nommé membre du bureau politique du Parti démocratique de Côte d'Ivoire – Rassemblement démocratique africain (PDCI RDA) en 2015, puis délégué départemental du PDCI RDA de San-Pédro en 2017. Par suite, Il intègre le Rassemblement des Houphouétistes pour la Démocratie et la Paix (RHDP) parti unifié, en juillet 2018,, après son exclusion du PDCI,,. Il devient plus tard membre du conseil politique du RHDP, et est nommé directeur exécutif adjoint, chargé de l’insertion des jeunes et coordinateur RHDP San-Pédro.

### Ministre
Félix Miézan Anoblé commence son parcours au gouvernement ivoirien en juillet 2018 en tant que secrétaire d’État auprès du ministre du commerce, de l’industrie et de la promotion des PME, chargé de la Promotion des PME,. En septembre 2019, il est nommé ministre de la Promotion des PME, fonction qu'il occupe jusqu'à mars 2021. Le 6 avril 2021, il est reconduit au sein du gouvernement de Patrick Achi en tant que ministre de la Promotion des PME, de l’artisanat et de la transformation du secteur informel,.
Il quitte ses fonctions de ministre en 2022, à la suite d'un remaniement ministériel.

### Député - Maire
En 2016, il se présente aux élections législatives et est élu député de la commune de San-Pédro. Il est réélu en mars 2021, en tant que candidat du RHDP.
Félix Anoblé de a commune de San-Pédro depuis 2018. En 2023, Il porte la bannière du RHDP aux élections municipales de ladite commune.

## Distinctions
- Officier dans l’Ordre du Mérite National ivoirien[4].